# Can Cabanyes (Argentona)
Can Cabanyes és un casal fortificat del gòtic-renaixement d'Argentona (Maresme) declarat bé cultural d'interès nacional.

## Descripció
És un casal fortificat, situat al nord del terme municipal. L'edifici actual es correspon a una casa forta del segle xvi, de planta rectangular amb torrellons a la part superior dels quatre angles de tancament, els quals presenten una coberta de rajola vidrada verda i blanca. Té nombroses obertures de mides diverses, totes amb llinda, a les quatre façanes. La porta d'accés principal és d'arc de mig punt adovellat. Per sobre d'aquest s'obren tres balcons amb llindes motllurades i baixos relleus. En aquesta façana destaca també un escut.

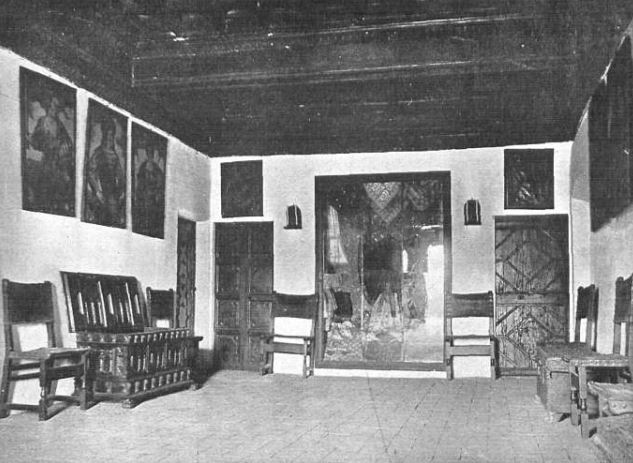
Sala Cabanyes